# Христо Ефремов
Христо Ефремов Биков е български революционер, деец на Вътрешната македонска революционна организация.

## Биография
Роден е в Щип в българско семейство. След Първата световна война участва във възстановяването на ВМРО и става ръководител на революционния комитет на организацията в Щип. В 1922 година след предателство е арестуван от властите. Държан е дълго време по арести, като е измъчван и накрая е осъден на 15 години строг тъмничен затвор. Лежи три години и е освободен след амнистия на политическите затворници.
След смъртта му, на 26 март 1943 година съпругата му Ефка Ефремова, като жителка на Щип, подава молба за българска народна пенсия. В молбата пише, че Ефремов е бил „активен член за освобождението и обединението на Македония към майката България“. Молбата е одобрена и пенсията е отпусната от Министерския съвет на Царство България.